# Funzionalismo e intenzionalismo
Il dibattito storiografico tra funzionalismo e intenzionalismo riguarda le origini dell'Olocausto. La discussione verte essenzialmente su due domande:
- Ci fu un piano generale da parte di Adolf Hitler per dare avvio all'Olocausto? Gli intenzionalisti sostengono che questo piano sia esistito mentre i funzionalisti lo negano.

- L'avvio dell'Olocausto avvenne per iniziativa di Hitler oppure da livelli più bassi della caotica burocrazia tedesca? Gli intenzionalisti rispondono che l'iniziativa provenne direttamente da Hitler, mentre i funzionalisti sostengono che l'iniziativa nacque a livelli più bassi della burocrazia.

I due termini sono stati utilizzati per la prima volta in uno studio pubblicato nel 1981 dallo studioso inglese di ispirazione marxista Timothy Mason. Tra i funzionalisti si annoverano Raul Hilberg, Christopher Browning, Hans Mommsen, Martin Broszat e Zygmunt Bauman. I più famosi intenzionalisti sono invece Andreas Hillgruber, Karl Dietrich Bracher, Saul Friedländer, Klaus Hildebrand, Eberhard Jäckel, Richard Breitman e Lucy Davidowicz.
Un ulteriore dibattito, strettamente correlato, riguarda la natura del potere di Hitler. Da una parte sussiste l'ipotesi di un "dittatore debole" supportata da Mommsen e Broszat (funzionalisti), dall'altra parte l'idea di un "dominatore del Terzo Reich" appoggiata invece da Bracher (intenzionalista). Nel primo caso l'Olocausto andrebbe a favore delle ipotesi funzionaliste, mentre nel secondo a favore di quelle intenzionaliste.
Nessuna delle due correnti di pensiero discute sul fatto che l'Olocausto sia effettivamente avvenuto, né esistono apprezzabili divergenze in seno al dibattito sulla responsabilità di Hitler nell'incoraggiare l'antisemitismo e nel permettere l'Olocausto.

## Origini del dibattito

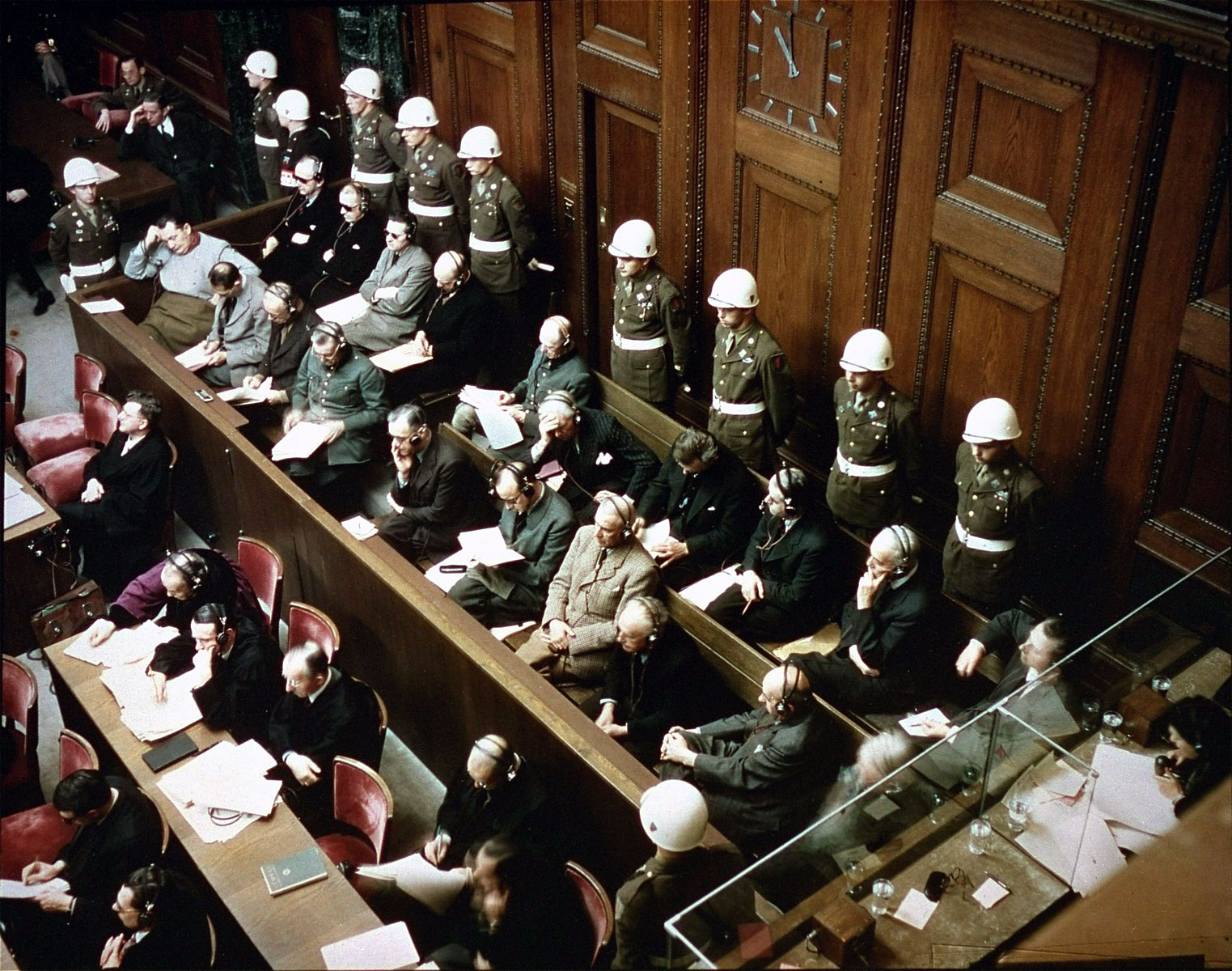
I verbali del processo di Norimberga diedero linfa alle tesi intenzionaliste

La ricerca delle motivazioni che condussero all'Olocausto iniziò immediatamente al termine del secondo conflitto mondiale. Nel corso dei processo di Norimberga la «soluzione finale della questione ebraica» fu dipinta dall'accusa come parte di un progetto a lungo termine della leadership nazionalsocialista - di Hitler in primis - che l'aveva pianificata fin dalla fondazione dello NSDAP nel 1920. In conseguenza delle prove presentate al processo, tese a dimostrare l'intenzionalità dello sterminio ed in mancanza di altri documenti emersi successivamente, molti storici dell'epoca scrissero opere che oggi possono essere considerate radicalmente intenzionaliste.
A partire dalla fine degli anni sessanta, con la pubblicazione di lavori quali Der Staat Hitlers di Martin Broszat (1969) e The Twisted Road to Auschwitz di Karl Albert Schleunes (1970), alcuni studiosi criticarono l'interpretazione prevalente proponendo una nuova tesi secondo la quale non era esistito alcun piano preparatorio per l'Olocausto ma che esso aveva avuto luogo ad una serie di passaggi successivi.
Negli anni settanta i sostenitori della scuola intenzionalista vennero conosciuti come coloro che seguivano «la via rettilinea per Auschwitz» o «programmatici» perché insistevano sulla tesi che Hitler stesse perseguendo un programma già delineato. D'altro canto i sostenitori della scuola funzionalista furono conosciuti come coloro che seguivano «la via contorta per Auschwitz» o «strutturalisti» perché insistevano sull'esistenza di strutture burocratiche interne al Terzo Reich che, nel contesto di una serie di scontri per assicurarsi maggior potere e l'approvazione di Hitler, avevano adottato una serie di misure slegate tra loro. La somma di tali misure aveva condotto, secondo gli «strutturalisti», alla realizzazione pratica dell'Olocausto.
Nel 1981 lo storico inglese Timothy Mason pubblicò uno studio dal titolo
Intention and Explanation che in parte attaccava le tesi degli studiosi tedeschi Karl Dietrich Bracher e Klaus Hildebrand, accusati da Mason di aver centralizzato troppo la figura di Adolf Hitler per spiegare l'Olocausto. Nel suo studio Mason chiamò i sostenitori della scuola strutturalista «funzionalisti» a causa delle loro convinzione che l'Olocausto si fosse realizzato come erratica manifestazione del «funzionamento» dello stato nazionalsocialista. I sostenitori della causa programmatica, invece, venivano chiamati da Mason «intenzionalisti» per la convinzione che fosse stata esclusivamente l'«intenzione» (o volontà) di Hitler a dar luogo all'Olocausto. I termini coniati da Mason sono quelli maggiormente utilizzati oggi.

## Le tesi

### Interpretazione intenzionalista radicale
I sostenitori radicali dell'intenzionalismo sostengono che Hitler abbia avuto un piano per lo sterminio già dalla fondazione dello NSDAP e che molti degli atti compiuti dal regime fossero finalizzati alla realizzazione dello stesso.
La storica Lucy Dawidowicz sostiene che Hitler avesse pianificato l'Olocausto non più tardi del 1919, portando a supporto della sua tesi molte affermazioni violentemente antisemite del Führer. I critici della Dawidowicz sostengono che nessuna di queste affermazioni si riferisce allo sterminio dell'intero popolo ebraico e solo in poche di esse si esprime la volontà di «uccidere»: si tratta perlopiù di farneticanti dichiarazioni contro il «pericolo bolscevico-giudaico» e a favore del ritorno alla «purezza» della razza ariana. Solo una volta nel Mein Kampf Hitler si riferisce direttamente all'uccisione di ebrei:
Considerando l'estrema lunghezza del Mein Kampf (circa 600 pagine) i critici della Dawidowicz asseriscono che ella si è spinta troppo oltre nelle sue affermazioni per una singolo passaggio.
Lo studioso di scienze politiche americano Daniel Goldhagen nel suo I volenterosi carnefici di Hitler (1996) è ancor più radicale nelle ipotesi. Egli afferma che l'opinione pubblica tedesca era già predisposta alla discriminazione (e, parzialmente, allo sterminio) del popolo ebraico prima ancora che il partito nazionalsocialista prendesse il potere e che accolse favorevolmente le prime misure del periodo 1933-1939. Le sue tesi sono però rigettate da numerosi storici che mettono in discussione l'eccessiva semplificazione delle ragioni dell'antisemitismo tedesco dell'epoca che Goldhagen fa nel suo libro.

### Interpretazione intenzionalista moderata
Gli storici moderatamente intenzionalisti come Richard Breitman credono che Hitler abbia deciso la realizzazione dell'Olocausto alla fine degli anni trenta, probabilmente nel 1939. Questa scuola di pensiero si basa sul famoso discorso «profetico» tenuto da Hitler il 30 gennaio 1939 davanti al Reichstag ove dichiarò che se i «finanziatori ebrei» avessero scatenato un altro conflitto mondiale «il risultato sarà l'annientamento dell'intera razza ebraica in Europa».
La maggior critica rivolta a quest'ipotesi, come fa notare Yehuda Bauer, è che se Hitler veramente avesse voluto annunciare il suo programma di genocidio non fece però seguire alle sue parole alcun fatto almeno fino alla fine del 1941. A conferma di ciò Goebbels nei suoi Diari scrive alla fine del 1941: «La profezia del Führer inizia ad avverarsi nella maniera più terribile». L'impressione generale è che Goebbels fosse sorpreso dalla reale validità delle minacce proferite da Hitler nel discorso «profetico» del gennaio 1939.

### Interpretazione funzionalista radicale
I funzionalisti radicali come Götz Aly sostengono che Hitler sia stato coinvolto in minima parte nella progettazione e realizzazione dell'Olocausto e che la maggior parte delle iniziative siano state prese da livelli più bassi della burocrazia tedesca. Aly porta a supporto di questa interpretazione una serie di documenti del Governatorato Generale emanati autonomamente dal governatore Hans Frank che prospettavano una riduzione del 25% della popolazione polacca per permettere una migliore crescita economica del paese attraverso l'eliminazione di elementi «indesiderati». D'altra parte i critici sostengono che questa ipotesi è in netto contrasto con quello che veramente avvenne visto che la maggior parte dei campi di sterminio si trovavano proprio in Polonia e che gli ebrei vi venivano trasportati da tutta l'Europa occupata.

### Interpretazione funzionalista moderata
I fautori di quest'ipotesi come Christopher Browning credono che le rivalità esistenti all'interno delle instabili strutture di potere del Terzo Reich abbiano rappresentato l'evento di maggiore importanza che condusse all'Olocausto. I funzionalisti moderati sostengono che inizialmente i programmi antisemiti nazionalsocialisti fossero di espellere, obbligandoli all'emigrazione, gli ebrei dalla «nuova Europa» tedesca e che solo il fallimento di questi progetti, causato dallo scoppio del conflitto mondiale, avesse condotto all'Olocausto.

### Interpretazione di sintesi
Numerosi studiosi come Yehuda Bauer, Ian Kershaw e Michael Marrus hanno sviluppato un'interpretazione che sintetizza i punti principali delle tesi funzionalista e intenzionalista. Infatti sostengono che l'Olocausto sia stato il risultato di una serie di passaggi dinamici provenienti dall'alto (da Hitler) e dal basso (dalle strutture di potere intermedie). In questo contesto essi considerano che Hitler non avesse in origine alcun piano per lo sterminio ma che gli eventi lo abbiano portato gradualmente ad esprimere una serie di pareri favorevoli all'«annientamento della razza ebraica». Tali dichiarazioni, nel contesto di un regime ove la parola di Hitler era considerata legge, avrebbe condotto le strutture politiche subalterne a realizzare il suo desiderio. La competizione tra le diverse agenzie governative avrebbe condotto, in processo di «radicalizzazione cumulativa», a politiche antisemite sempre più estreme sfociate nell'Olocausto.